# Derbforgaill ingen Maeleachlainn
Derbforgaill ingen Maeleachlainn (également: Dearbhfhorghaill) (1108–1193), anglicisé en Derval, est une fille de Murchad mac Domnaill Ua Máel Sechlainn, roi de Mide, et de son épouse  Mor (morte en 1137), elle même file de  Muirchertach Ua Briain. Elle est universellement connue comme l' Hélène de l'Irlande à la suite de son enlèvement des domaines de son époux Tigernán Mór Ua Ruairc par Diarmait Mac Murchada, roi de Leinster, en 1152 qui serait à l'origine de l'invasion des côtes irlandaise par les  Anglo-Normands, bien que son rôle réel dans cette affaire ait été souvent largement exagéré ou mal interprété.
De manière peu commune pour une femme de son époque elle est mentionnée pas moins de cinq fois dans les annales contemporaines: son enlèvement par  Diarmait en 1152 (Annales de Clonmacnoise), (bien que à la fin de l'année suivante elle ait quitté le Leinster et soit retourné dans les domaine de sa famille dans le royaume de Mide, sans doute dans le contexte de négociations avec sa lignée paternelle); sa donation à l'abbaye  Cistercienne de  Mellifont de parements d'autel, d'un calice d'or, et de 60 onces d'or lors de la cérémonie de consécration en 1157 (Annales des quatre maîtres); son  achèvement de l'église des religieuses de Clonmacnoise en 1167 (Annales des quatre maîtres); son retirement à Clonmacnoise en 1186 (Annales d'Ulster, Annales de Loch Ce); et sa mort à Clonmacnoise en 1193 (Annales d'Ulster, Annales des quatre maîtres). Comme il est attesté que les Annales de Tigernach ont été composées à l'époque de Dearbhforghaill, la nature fragmentaire des textes plus anciens est supplantée par une transcription plus récente (le Leinster, l'Ulster, le Connacht et d'autres comblant ces lacunes).
Tigernán Ua Ruairc eut trois enfants, Melaghlin (Máel Sechlainn)  (mort en 1162), Aed, présenté comme le prince héritier de  Breifne, tué lors d'un combats contre les  Anglo-Normands en 1171 et Dowchawley (mort en 1171), épouse de Ruaidri Ua Conchobair, Ard ri Érenn, mais le fait que Derbforgaill soit leur mère demeure incertain.

## Enlèvement et invasion anglaise de l'Irlande

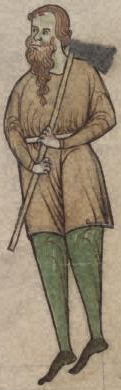
Diarmait Mac Murchada, Roi de Leinster folio 56r de la National Library d'Irlande MS 700 (Expugnatio Hibernica)

On se souvient principalement de Derbforgaill pour son enlèvement par Diarmait Mac Murchada, roi de Laigin (Leinster) en 1152, catalyseur supposé de l'invasion anglo-normande de l'Irlande à la fin du XIIe siècle. Son enlèvement s'est produit dans le contexte d'une alliance militaire conjointe contre son mari entre Toirdelbach Ua Conchobair (roi d'Irlande) et Mac Murchada. Les récits des annalistes irlandais conservés, diffèrent les uns des autres dans certains détails, mais de manière plus significative, ils se distinguent des sources anglo-normandes ultérieures dans le sens où ils ne compressent pas les événements des années 1150/1160 pour créer le sentiment que l'enlèvement de Derbforgaill a joué un rôle direct et occasionné immédiatement le bannissement de Mac Murchada et son recours ultérieur de l'aide Anglo-Normande.

## Récits des  annalistes irlandais
Parmi les récits existants de son enlèvement, celui des Annales de Tigernach est probablement le seul qui soit contemporain de l'événement :
Des hostilités de Toirdhealbhach Ó Conchobhair et Diarmaid Mac Murchadha contre Tighearnán Ó Ruairc, et ils brûlèrent Bun Cuilinn et infligèrent une défaite à Tighearnán, et firent du fils de Giolla Bruide Ó Ruairc un roi de Conmaicne, et il obtint la seigneurie de tous. Diarmaid mac Murchadh, roi de Leinster, emmena de force hors de Meath la femme de Ó Ruairc, c'est-à-dire Derbhfhorgaill, fille de Murchadh, avec ses richesses.
La même source indique qu'elle quitte Mac Murchada dès l'année suivante. Le récit suivant le plus consistant est celui que l'on trouve dans les Annales des quatre maîtres, mises en forme au XVIIe siècle qui relatent :
Une armée est menée par Mac Lochlainn dans le Mide, aussi loin que Rath-Ceannaigh, afin de rencontrer les Hommes d'Irlande; et Toirdhealbhach s'engage dans  Meath, à la rencontre de  Ua Lochlainn et Diarmaid Mac Murchadha, roi de Leinster. Ils divisent le Mide en deux parties à cette occasion; Ils le donnent de Cluain-Iraird à l'ouest à Murchadh Ua Maeleachlainn, et l'est du Mide à son fils, Maeleachlainn. Ils prennent le Conmhaicne à Tighearnan Ua Ruairc, après l'avoir défait; et ils brûlent la cité nommée  Bun-cuilinn, et donnent la chefferie au fils de Gillabraide Ua Ruairc, et leurs otages sont remis à Toirdhealbhach Ua Conchobhair. À cette occasion Dearbhforgaill, fille de Murchadh Ua Maeleachlainn, et épouse de Tighearnan Ua Ruairc, est emmenée par le roi de Leinster, c'est-à-dire Diarmaid, avec son bétail et ses parures et il la prend avec l'accord de son frère, Maeleachlainn. Ce qui est à l'origine d'une guerre entre les Ui-Briuin et les Hommes de Mide.
Les Annales des quatre maitres sont clairement reprises par de multiples sources sur ce point, le retour de Derbforgaill du Laigin en 1153 est rapporté deux fois. Premièrement comme le résultat  d'un coup de force de Tairdelbach Ua Conchobair et elle est renvoyée à son parent mâle (et pas à son époux) , et noté une seconde fois d'une manière similaire à celle des Annales de Tigernach (dans lesquelles elle revient chez Ua Ruairc de sa propre initiative). La description des Annales de Clonmacnoise du XVIIe siècle et quasiment la même que celle des  Annales des quatre maîtres, bien que plus sinistre et c'est la seule source annalistique irlandaise à offrir un jugement moral sur Mac Murchada, tout en rejetant simultanément la faute sur Ua Ruairc:
Dermott mcMurrogh roi de Leinster prend lady Dervorgill, fille dudit  Morrogh o’Melaghlin, et épouse de Tyernan o’Royrck, avec son bétail avec elle, et il la garde un long temps pour satisfaire son insatiable, charnelle et adultère luxure, elle a été incitée et amenée à cela par son frère malavisé Melaghlin, pour certains abus antérieurs de son mari Tyernan.
 En ce qui concerne les récits postérieurs des Chroniques d'Irlande, et du Livre de Mac Carthaigh ils semblent avoir été composés après l'invasion et paraissent suivre les récits anglais, pendant que la courte entrée des Annales de Boyle’ n'ajoute pas de détails complémentaires.

## Premiers récits anglais
Les deux premiers récits anglais qui évoque l'enlèvement de Derbforgaill sont celui de  Gerald de Wales Expugnatio Hibernica (c'est-à-direː Conquête de l'Irlande) et le poème anonyme Anglo-normand/Français communément, connu sous son titre moderne de Chanson de Dermot et du comte.
La Chanson de Dermot et du comte et Expugnatio Hibernica reproduisent le même schéma; présentant l'enlèvement de  Derbforgaill en 1152 et le bannissement de Mac Murchada en 1166 comme contemporains.

La Chanson affirme que Derbforgaill était tombé amoureux de Diarmait, qui à son tour faisait seulement semblant de l'aimer, dans le but de l'éloigner de Ua Ruairc, afin de venger les torts antérieurs infligés par le Leth Cuinn sur le Leth Moga. Elle organisa ensuite un rendez-vous à partir duquel il pourrait la ramener dans le Laigin sans contestation. Ua Ruairc se serait alors plaint auprès du roi (anonyme) du Connacht, qui a convaincu les alliés de Mac Murchada de l'abandonner et de le forcer à l'exil. Dans les événements racontés par la Chanson (et dans une certaine mesure dans les Annales de Clonmacnoise et les Annales des quatre maîtres), Derbforgaill est clairement une dupe, mais dans Expugnatio Hibernica de Gérald de Galles, elle devient encore plus blâmable:
À une occasion où Ua Ruairc, roi de Meath, était parti en expédition dans des régions très lointaines, sa femme, la fille de Ua Máelechlainn, qu'il avait laissée sur une île de Meath, fut enlevée par ledit Diramait, qui brûlait depuis longtemps de l'amour pour elle et profitait de l'absence de son mari. Sans doute a-t-elle été enlevée parce qu'elle le voulait et, comme « la femme est toujours une créature inconstante », elle a fait elle-même en sorte qu'elle devienne le butin du kidnappeur.
Presque toutes les catastrophes les plus remarquables du monde ont été causées par des femmes, en témoignent Marc Antoine et Troie. Le roi Ua Ruairc fut poussé à une colère extrême sur deux points, dont cependant la disgrâce, plutôt que la perte de sa femme, le peinât plus profondément, et il exhala tout le venin de sa fureur en vue de se venger. C'est ainsi qu'il rassembla ses propres forces et celles des peuples voisins, et mobilisa dans le même but Ruaidrí, prince du Connacht et à cette époque souverain suprême de toute l'Irlande. Les hommes du Leinster, voyant que leur prince se trouvait maintenant dans une position difficile et entouré de tous côtés par les forces de ses ennemis, cherchèrent à le venger et rappelèrent des injustices qu'ils avaient longtemps cachées et gardées au plus profond de leur cœur. Ils firent cause commune avec ses ennemis, et les hommes de haut rang de ce peuple abandonnèrent Mac Murchada avec sa bonne fortune... il confia finalement sa vie à la mer en fuyant, et eut pour ainsi dire recours à ce dernier espoir de salut. lui-même.
En plus des références classiques à Marc Antoine et à Troie, la citation utilisée par Gérald est celle de Mercure poussant Énée à quitter Didon et à accomplir son destin en naviguant vers l'Italie, dans l'Énéide.
L'épisode d'enlèvement de 1152 a été diversement interprété. Il semble que Derbforgaill y soit allée de son plein gré et qu'elle ait emmené son bétail et ses biens avec elle, tout cela sous la persuasion de son jeune frère Maeleachlainn. Il a été suggéré qu'il s'agissait d'une tentative de la part de sa famille paternelle, la famille royale de Meath, de forger une nouvelle alliance par le mariage, avec Diarmait Mac Murchada. L'officialisation des traités par le mariage semble avoir été une pratique courante dans l'Irlande du XIIe siècle, comme en témoignent les fiançailles par Diarmait Mac Murchada de sa fille Aoife avec Strongbow, alors qu'en 1165, la fille du roi d'Uladh fut prise en otage par le haut roi, probablement juste pour empêcher son père de l'utiliser pour cimenter une nouvelle alliance.
La plupart des historiens s'accordent à dire qu'il n'y avait aucune romance induite et que la politique dynastique était à la base du différend. Cependant, il semble que Tigernán ait gardé rancune, insistant pour réclamer une compensation légale de 100 onces d'or à Diarmait en 1167, qui a été imposée par Ruaidri Ua Conchobair.

## Sources
- (en) Goddard Henry Orpen (Introduction de Seán Duffy), Ireland under the Normands 1169-1333, Dublin, Four Courts Press (réédition), 2005, 633 p. (ISBN 9781846828188), p. 44,48,53,55,57,62,68,142,167,209,215,225,240,264,320,321
- (en) Clare Downham, Medieval Ireland, Cambridge, Cambridge University Press, 2018, 394 p. (ISBN 9781906716066), p. 241,261,269,
- (en) Art Cosgrove (sous la direction de), Medieval Ireland 1169-1534, Oxford, Oxford University Press, coll. « A New History of Ireland » (no 2), 2008, 1004 p. (ISBN 978019 9539703), p. 6,9-10,15,19-20,63,71,83,Conflit avec Mac Murchada 49-50,66,77,79; Soumission 90-91,Mort 96
- (en) Donnchadh Ó Corráin, Ireland before the Normans, Dublin, Gill & Macmillan, 1972, 210 p., p. 153,155,157,159,160-61,163-67,169,171
- (en) Marie-Therese Flanagan, Irish Society, Anglo-Norman Settlers, Angevin Kingship, Oxford, 1989.
- (en) Jenifer Ni Ghradaigh,  But what exactly did she give?' Derbforgaill and the Nuns' Church', in Clonmacnoise Studies II, ed. H. King, Dublin, 2003, pp. 175–207.